# Николай Радулов
Николай Стефанов Радулов е български полицай, професор, секретар на МВР по време на правителството на Иван Костов.

## Биография
Роден е на 13 януари 1956 г. в град София. През 1975 г. завършва 7 ЕСПУ „Георги Димитров“. От 1 септември 1977 до 1981 г. учи Академията на МВР, факултет „Държавна сигурност“ със специалност „Управление на обществения ред и сигурност“. От 30 октомври 1981 г. е разузнавач към Софийско градско управление на МВР, отдел „Държавна сигурност“, а от 1 декември същата година е в Ленинското управление на МВР в София, отдел „Държавна сигурност“, а от 24 декември 1985 г. е старши разузнавач в управлението Учи задочно аспирантура в Академията на МВР от 1985 г. През 1987 г. е преназначен като направленец-инспектор в отдел „Учебен“ на управление „Кадри“ на МВР. От 1 май 1990 г. е инспектор с длъжност заместник-началник на отделение в същия отдел. През 1992 г. защитава докторска дисертация във Военната академия в София. От 2012 до 2014 г. е доцент в Нов български университет, а от 2014 г. и професор там. В периода 17 февруари 1997 г. до 3 декември 1998 г. е секретар на МВР. На 3 декември 1998 г. е освободен от длъжността секретар на Министерството на вътрешните работи. Избран е за народен представител в XLVI народно събрание от партията Има такъв народ.

## Звания
- лейтенант – 30 октомври 1981
- старши лейтенант – 1 септември 1984
- капитан – 1988